# Probezzia glicki
Probezzia glicki är en tvåvingeart som beskrevs av Wirth 1994. Probezzia glicki ingår i släktet Probezzia och familjen svidknott.
Artens utbredningsområde är Alabama. Inga underarter finns listade i Catalogue of Life.